# Eucumbene Dam
Eucumbene Dam är en dammbyggnad i Australien. Den ligger i kommunen Snowy River och delstaten New South Wales, i den sydöstra delen av landet, omkring 350 kilometer sydväst om delstatshuvudstaden Sydney. Eucumbene Dam ligger 1 154 meter över havet.
Runt Eucumbene Dam är det mycket glesbefolkat, med 3 invånare per kvadratkilometer.. 
Trakten runt Eucumbene Dam består i huvudsak av gräsmarker. Genomsnittlig årsnederbörd är 1 117 millimeter. Den regnigaste månaden är februari, med i genomsnitt 168 mm nederbörd, och den torraste är juli, med 51 mm nederbörd.